# Immeuble Grönqvist
L'immeuble Grönqvist (en finnois : Grönqvistin talo, en suédois : Grönqvistska huset) est un îlot urbain au coin de Pohjoisesplanadi et de Fabianinkatu dans le quartier Kluuvi à Helsinki.

## Histoire
Le bâtiment conçu par Theodor Höijer est construit en 1883 dans le style néorenaissance. Les décorations des facades sont du sculpteur Karl Magnus von Wright et les peintures de l'artiste-peintre F. Uhrström.
L'immeuble est construit pour l'industriel et conseiller Fredrik Wilhelm Grönqvist dont il porte le nom.
À l'époque de sa construction, c'est le plus grand immeuble privé d'Europe du Nord,.
Parmi les locataires de l'immeuble on compte entre autres Leo Mechelin.
À partir des années 1930, les appartements du bâtiment sont transformés en bureaux. De nos jours, le bâtiment appartient à la compagnie d'assurances Ilmarinen oy.